# Neuried (Bade-Wurtemberg)
Pour les articles homonymes, voir Neuried.
Neuried est une commune allemande du Land de Bade-Wurtemberg, située dans l'arrondissement de l'Ortenau, dans le district de Fribourg-en-Brisgau.
Sise sur la rive droite du Rhin, elle est limitrophe avec les communes françaises de Strasbourg, Eschau, Plobsheim et Erstein.

## Histoire
La bataille d'Altenheim,  oppose, durant la guerre de Hollande, le 1er août 1675, les troupes du royaume de France à celle du Saint-Empire germanique.

## Personnalités liées à la ville
- Erwin Baur (1875-1933), généticien né à Ichenheim.
- Fred K. Prieberg (1928-2010), musicologue mort à Neuried.